# قنيبرة حادة
القنيبرة الحادة  أو حرف مشرقي أو درابي أو قنيبرة (باللاتينية: Cardaria draba) أو القنيبرة الحادة نويع الحادة (باللاتينية: Cardaria draba subsp. chalepensis)
نوع نباتي يتبع جنس القنيبرة من الفصيلة الصليبية. وتسمى شعبيا باللغة الدارجة «الجنيبرة».

## البيئة والانتشار
- موطنها بلاد الشام ومصر والمغرب العربي وأوروبا وبعض مناطق القوقاز.[7]